# Бєлелюбський Микола Аполлонович
Мико́ла Аполло́нович Белелю́бський (нар. 1 (13) березня 1845, Харків — 4 серпня 1922, Петроград) — інженер — будівник мостів, вчений в галузі будівельної механіки, мостобудівництва та будівельних матеріалів, професор Петербурзького інституту інженерів шляхів сполучення.

## Раннє життя
Микола Белелюбський народився в шляхетській родині, що походила з 16 століття.
Великий вплив на Миколу Белелюбського здійснив його батько — інженер-будівельник шляхів сполучення. Аполлон Васильович брав участь у будівництві шосейних доріг в Україні, під час Кримської війни будував батареї; займався водопостачанням кількох міст.
Через часті переїзди, початкову освіту Микола отримав вдома, під керівництвом батьків. У 1858 р. вступив відразу у 4-й клас Таганрозької гімназії, яку закінчив з відзнакою у 1862 р. У тому ж році він вступив до Інституту транспорту (сьогодні Петербурзький державний транспортний університет, який закінчив у 1867 році.
Після закінчення навчання Белелюбський залишився в інституті приватним репетитором. У 1873 році він був призначений надзвичайним професором на кафедрі будівельних матеріалів, а через три роки вже обіймав посаду доцента. Він здобув міжнародне визнання за свої дослідження та практику в галузі мостобудування та будівельних матеріалів.
У 1881 році Белелюбського було призначено членом інженерної ради Міністерства транспортних комунікацій.

## Будівельник мостів
Микола Белелюбський особисто проектував та керував понад 100 проектами довгих мостів. До них відносяться мости через річки Дніпро, Дон, Дунай, Волга, Об, Кама, Ока, Нева, Іртиш, Біла, Уфа, Неман, Березина та багато інших.
Знаменитий Олександрівський залізничний міст через річку Волга. Відкрито для руху 30 серпня 1880 року. У 1875 році Белелюбський спроектував Олександрівський залізничний міст спільно з Володимиром Іллічем Березіним та Костянтином Яковичем Михайловським. Він був побудований на залізниці Самара-Златоуст на Волзі поблизу Сизрану. Працюючи над цим проектом, Белелюбський розробив метод аналізу відкритих водних шляхів для великих мостів, який згодом отримав широке визнання. Завершений у 1880 році цей міст був найдовшим у Європі загальною довжиною 1483 метри: його система надбудови мала 13 прольотів, довжиною 107 метрів. Міст з'єднав залізничну мережу в центральній Росії з Поволжям, а згодом Сибіром і Туркестаном. У будівництві брали участь близько 2500 тис. людей, потрібно було понад 10 тис. м³ кладки і приблизно 6,5 т заліза. Більше того, Белелюбський особисто дістав залізо з Бельгії, вимагаючи металу найвищої якості. (У 2004 році оригінальні прольоти були замінені сучасними).
У період з 1881 по 1884 р. під кураторством Белелюбського був побудований дворівневий залізничний міст через Дніпро в Катеринославі, зараз він носить назву Амурський. Нижній рівень призначений лише для поїздів, тоді як верхній розрахований на рух вагонів. Довжина мосту становила 832 метри. (Міст був ретельно відремонтований у 1919 р., 1941 р., у 1955 році міст отримав розвідний проліт). У 1889 році, на Всесвітній виставці в Парижі, міст був нагороджений золотою медаллю, як й Ейфелева вежа в Парижі. Сучасники порівнювали міст з дивом, доти небаченим в придніпровських степах
Поки він проектував залізничні мости через річку Волга поблизу Твері у 1885 р. та річку Біла в Уфі в 1886 р., Белелюбський розробив та впровадив нову технологію: поперечні балки підлоги були з'єднані з нижньою стрічкою ферм за допомогою шарніру " блоки відстані ". За часів Белелюбського такий тип структурної опори вважався новаторським, оскільки дозволяв зменшити вторинні напруги в фермах.
З 1893 по 1897 рік Белелюбський керував будівництвом залізничного мосту через річку Об біля Новоніколаївського (нині Новосибірськ). Це був перший із грандіозних мостів Великого Сибірського шляху, що сполучав два найбільші сегменти Транссибірської залізниці — Західно-Сибірську та Середньо-Сибірську залізниці. Міст був вперше обладнаний прольотами, які були увінчані металевими конструкціями балок типу консолі, тоді як сам міст був найбільшою будовою Західно-Сибірської залізниці. 28 березня (9 квітня) 1897 р. Мостова комісія на чолі з Белелюбським випробувала міст, поставивши одночасно на споруді 4 локомотиви, кожен по 51,5 тонни. Міст був відкритий для експлуатації 5 (17) квітня 1897 року [4] [5]
Апогеєм його інженерної кар'єри став залізничний міст Романова, який був побудований у 1909—1913 роках через річку Волга поблизу Зеленодольська; він був перейменований на Червоний міст після Жовтневої революції 1917 р. Його овальні ажурні решітки склали 160 метрів (аналогічна модель була тиражована для мосту в Сімбірську). Завдяки їх подовженню дизайнер зміг зменшити кількість прольотів (шість великих і два малих). Він був відкритий для руху 11 липня 1913 року і добре обслуговував людей. (У період 2006—2011 рр. початкові проміжки були замінені новими структурами.)
Останнім його головним проектом був Донський міст у Ростові-на-Дону, побудований у 1912—1917 рр., який він проектував спільно з Г. П. Передері та С. Бельзецьким.
Моделі мостів Миколи Белелюбського були виставлені на кількох світових експозиціях, включаючи Париж у 1878, 1889 та 1900 роках, Едінбург у 1890 році та Чикаго в 1893 році. Він здобув звання почесного доктора технічних наук Берлінського університету у 1907 р., почесне членство в Берліні Аркітехтен-Індженьєр-Верейнзу в 1909 р. та почесне членство у Французькому товаристві інженерів-будівельників. Микола Белелюбський також був членом Міжнародної асоціації залізничних конгресів та почесним членом Інституту бетону в Англії.
Микола Белелюбський помер 4 серпня 1922 року в Санкт-Петербурзі і був похований на Новодівочому цвинтарі.
За свідченнями сучасників, Белелюбський був людиною високої культури та внутрішнього змісту. Видатний учений вважався бідною і дивною людиною, згідно з нормами суспільства, в якому він жив. Але сам Белелюбський ніколи від цього емоційно не страждав. Він віддавав перевагу духовним цінностям матеріальним благам, а служіння ідеї було для нього найбільшим щастям.

### Внесок в освіту
Белелюбський доклав значних освітніх зусиль для підготовки фахівців для залізничних ліній країни. Крім Інституту транспорту він читав лекції в Гірничому інституті, Інституті будівельних інженерів, Імператорській академії мистецтв та курсах жіночої політехніки. Засновник першої в Росії лабораторії по випробуванню матеріалів. Протягом 55-річної науково-технічної діяльності написав понад 50 наукових праць, в тому числі «Курс будівельної механіки» (1885), що був першим російським підручником з цієї дисципліни.
Він казав своїм учням:
Примітно, що під керівництвом Миколи Белелюбського були створені «Товариство академічної підтримки бідних студентів» та «Товариство зі збору коштів на технічне навчання для жінок» («Товариство вишукування засобів для технічної освіти жінок»).
Так за ініціативою Белелюбського у 1906 р. відкриті Петербурзькі жіночі політехнічні курси, в 1915 р. переформатовані у Жіночий політехнічний інститут. Микола Белелюбський став головою Ради курсів, розробив навчальний план, читав лекції. Слухачки могли стати інженерками різноманітних спеціальностей. У 1914 році випускницями стали перші жінки інженери шляхів сполучення.

## Мости

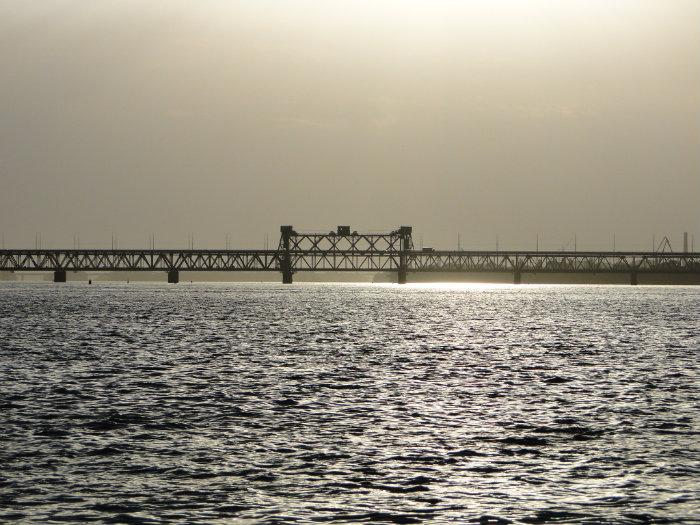
Амурський міст у Дніпрі (1881-1884)
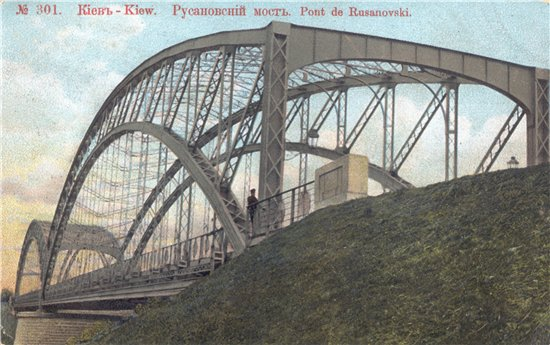
Русанівський міст у Києві (1904-1910)
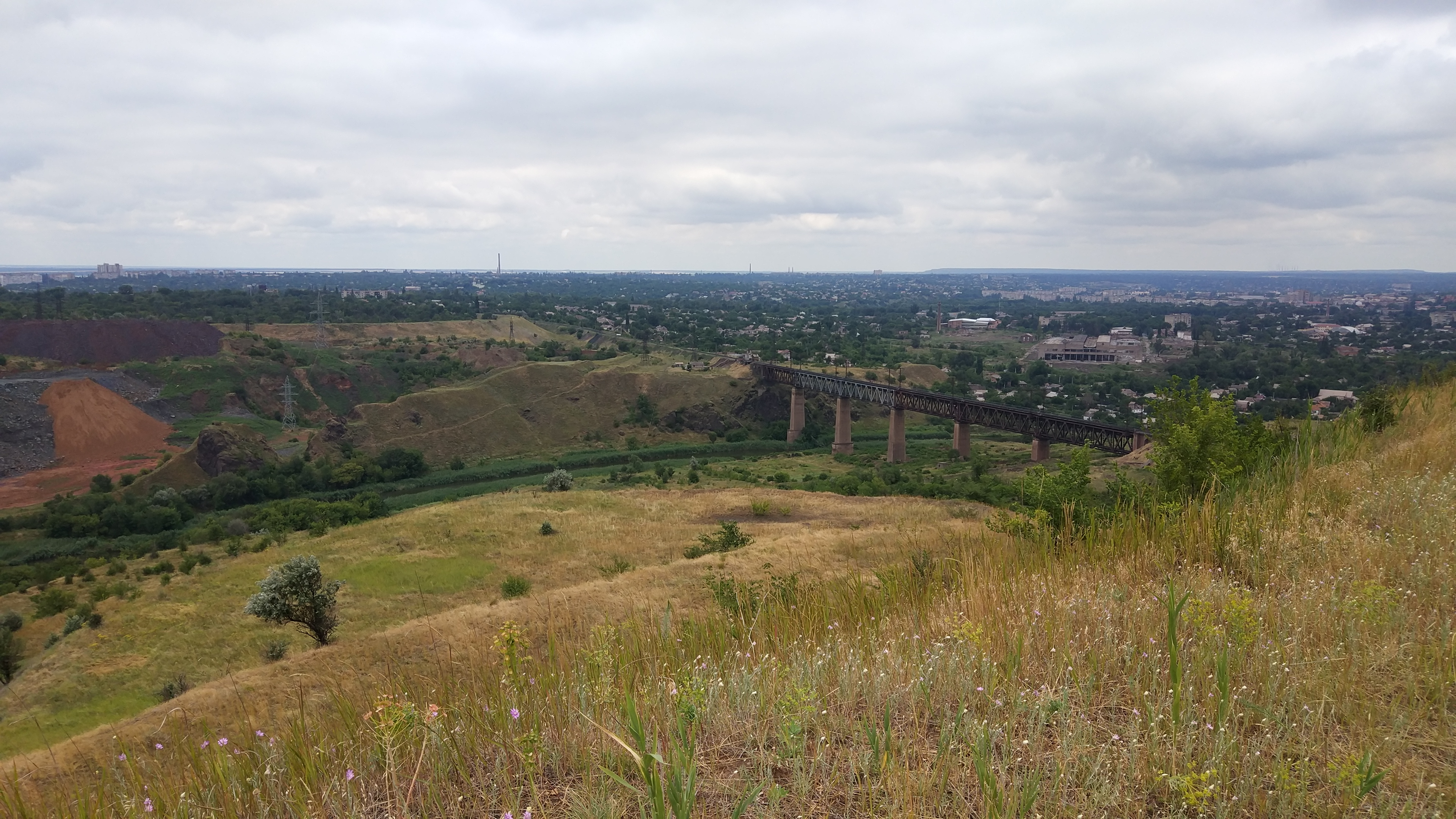
Міст через Інгулець у Кривому Розі (1882-1884)

- Олександрівський міст через р. Волгу у Сизрані (1867—1880)
- Інгулецький міст в районі Гданцівського заводу Кривого Рогу (1882—1884)
- Міст через р. Волга у Твері (1885—1887)
- Міст через р. Біла в Уфі (1886—1888)
- Міст через р. Іртиш в Омську (1893—1896)
- Міст через р. Об поблизу Новосибірську (1893—1897)
- Американський міст через Неву (1896—1897)
- Фінський міст на р. Нива (1910—1912)
- Романовський міст в Зеленодольську (1910—1913)
- Камишловський міст біля села Ескі Камишли (Дальнє) (1911—1913)
- Міст через р. Дон у Ростові-на-Дону (1912—1917)

## Память
На честь академіка Белелюбського названо вулиці у містах України:
- Кривому Розі[4]
- Дніпрі